# Ca' Granda

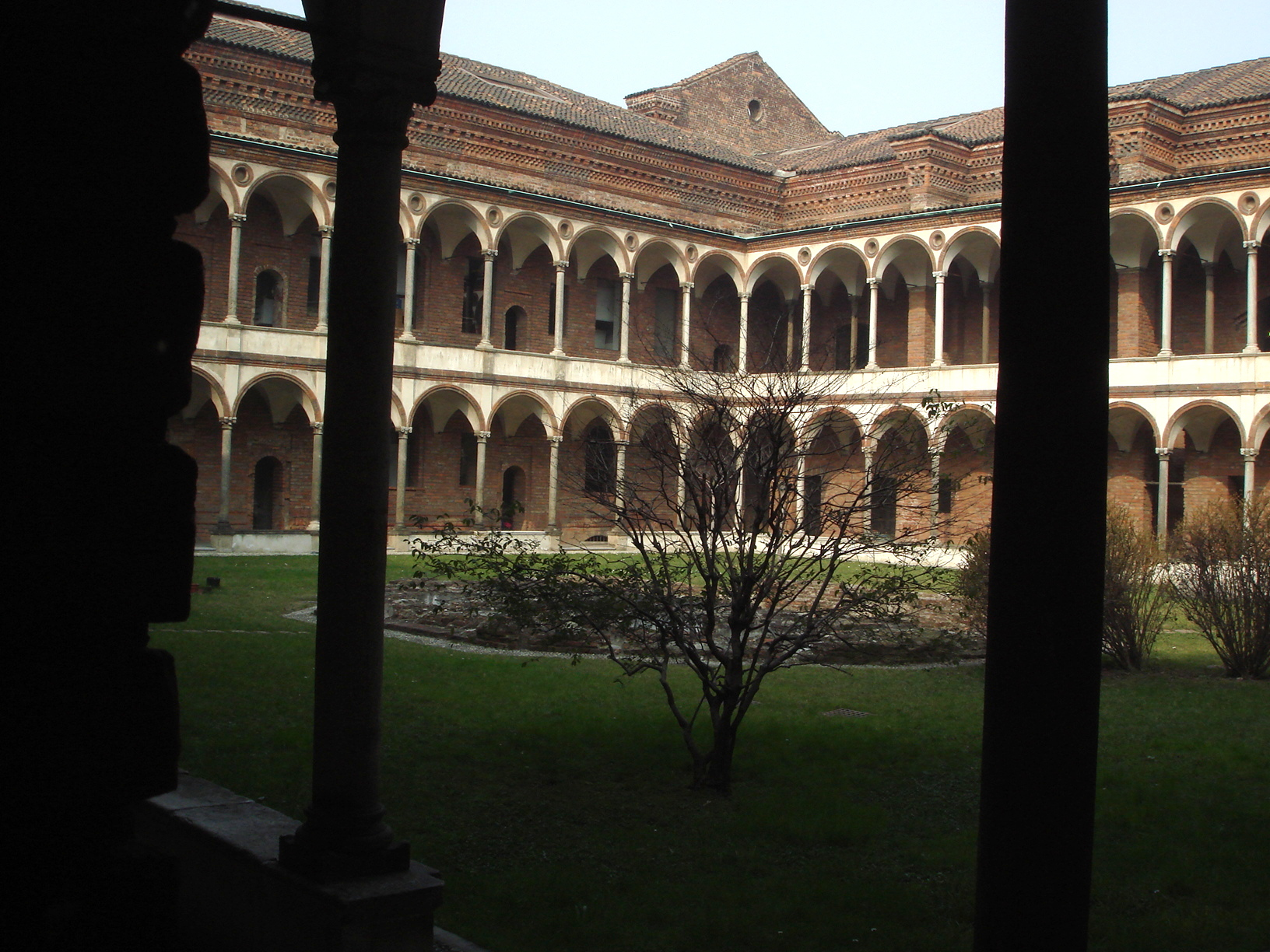
Claustro dei Bagni (1463-1467).

La Ca' Granda, antigua sede del Hospital Mayor de Milán, es un edificio situado entre la Via Francesco Sforza, la Via Laghetto y la Via Festa del Perdono, junto a la Basílica de San Nazaro in Brolo. Obra del arquitecto florentino Filarete, fue uno de los primeros edificios renacentistas de Milán y tuvo un amplio seguimiento en toda la Italia septentrional. Actualmente es sede de la Universidad de Milán.

## Historia

### El proyecto de Filarete delsigloXV
La construcción del edificio comenzó en la segunda mitad del siglo XV por voluntad del duque de Milán Francesco Sforza, con el objetivo de dotar a la ciudad de un único gran hospital para la cura y recuperación de los enfermos, que previamente eran alojados en varios hospicios dispersos por la ciudad. La decisión de su construcción se produjo poco después de la conquista del Ducado de Milán por parte de Francesco Sforza, como intento de conseguir el favor de sus nuevos súbditos con una obra monumental de interés público. La primera piedra se puso el 12 de abril de 1456, tras el decreto con el cual el duque donaba a la ciudad el terreno sobre el que se construiría el hospital.
El proyecto inicial fue ideado por Antonio Averulino llamado Filarete, arquitecto toscano llamado a Milán por el duque por recomendación de Cosme de Médici. La decisión de escoger al arquitecto toscano, encargado también de la reconstrucción del Castillo Sforzesco, testimonia la voluntad de Francesco de dotar a la ciudad de un edificio construido según las técnicas de construcción más avanzadas, para las cuales en la época Florencia era considerada la ciudad más puntera. También se trajo de Florencia el proyecto del Hospital de Santa Maria Nuova, que se utilizaría como modelo. El proyecto de Filarete contemplaba un gran cuadrilátero con patios interiores; fue descrito con todo lujo de detalles en su Trattato di Architettura, escrito entre 1460 y 1464. Sin embargo, su realización fue solo parcial ya que en 1465 abandonó Milán, y la ejecución fue continuada por Guiniforte Solari y por su alumno Giovanni Antonio Amadeo. Estos realizaron el proyecto de Filarete con notables modificaciones para adecuarlo al gusto lombardo todavía tardogótico, como la sustitución de las monóforas de medio punto con bíforas ojivales en la fachada principal. La construcción se desarrolló desde el ala derecha hacia la Basílica de San Nazaro in Brolo, que presenta todavía su fachada original de arcilla producida por la Fornace Curti. Procedió con bastante rapidez, y ya en 1472 empezó a funcionar el hospital. Muerto Solari en 1481, las obras continuaron bajo la dirección de Amadeo hasta la caída de la dinastía Sforza en 1499.

### El cuerpo delsigloXVII

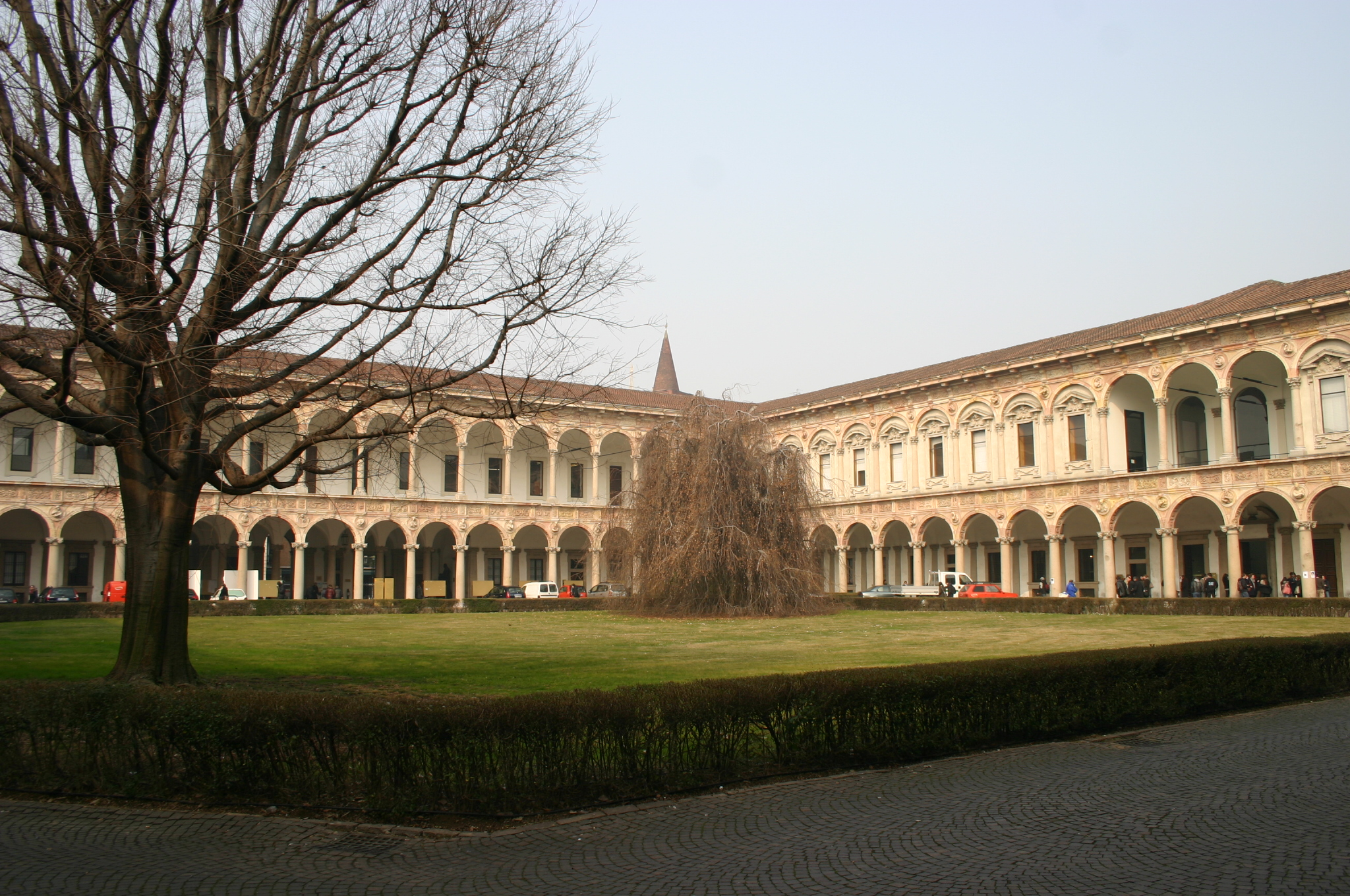
El Claustro Mayor, llamado del Richini o patio de honor.

El cuerpo central del edificio recibe el nombre del comerciante Pietro Carcano, que a su muerte, producida en 1624, dejó al hospital parte de sus riquezas (una ingente cifra) para los dieciséis años siguientes. Con estos fondos se pudieron continuar las obras bajo la dirección del ingeniero Giovanni Battista Pessina, que contó con la ayuda de los arquitectos Francesco Maria Richini y Fabio Mangone y del pintor Giovanni Battista Crespi, llamado il Cerano.
Pese a continuar el proyecto inicial, las obras fueron modificadas dando como resultado la actual superposición entre los estilos gótico y renacentista. Se deben a esta fase la construcción del patio cuadrado central, llamado del Richini, la Iglesia de la Anunciación en el lado del fondo del mismo patio, y el portal de acceso principal. Por voluntad del capítulo del hospital, tanto la decoración de la fachada hacia la Via Festa del Perdono como la del patio mayor retoman las decoraciones renacentistas realizadas más de un siglo antes por Amadeo y Solari. En 1639 se colocó en el altar de la iglesia el retablo de Guercino con la Anunciación, a la cual está dedicada el lugar.
Durante todo el siglo posterior continúa la edificación de los cruceros del ala norte, hacia el antiguo estanque de Santo Stefano, utilizado antiguamente para la descarga del mármol usado por la Fabbrica del Duomo, que posteriormente pasó a ser propiedad del hospital hasta su desecación en 1857.

### La finalización delsigloXIX

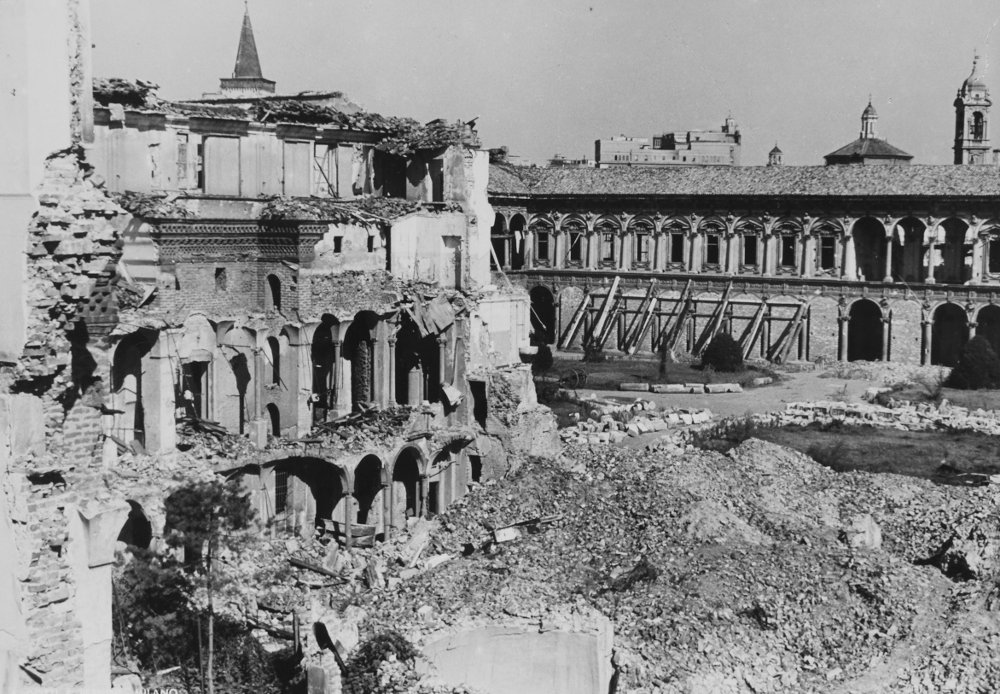
El patio mayor después de los bombardeos de 1943.

Por último, a la izquierda se encuentra el ala más reciente, construida a finales del siglo XVIII gracias al legado testamentario del notario Giuseppe Macchio. Bajo la dirección de Pietro Castelli las obras fueron completadas en 1805. La construcción continuó desempeñando su función de hospital mayor de la ciudad de Milán hasta 1939, cuando los pacientes fueron trasladados a la nueva sede construida en Niguarda.

### Las destrucciones bélicas y el cambio de uso
Durante la Segunda Guerra Mundial, el 15 y el 16 de agosto de 1943, la estructura fue gravemente dañada por los bombardeos, que destruyeron alas enteras del complejo. Los daños fueron reparados al final de la guerra recuperando lo máximo posible el material original. Su reconstrucción está considerada una obra maestra de la restauración. El Ateneo tiene oficialmente su sede en este edificio desde el 1958.

## Arquitectura

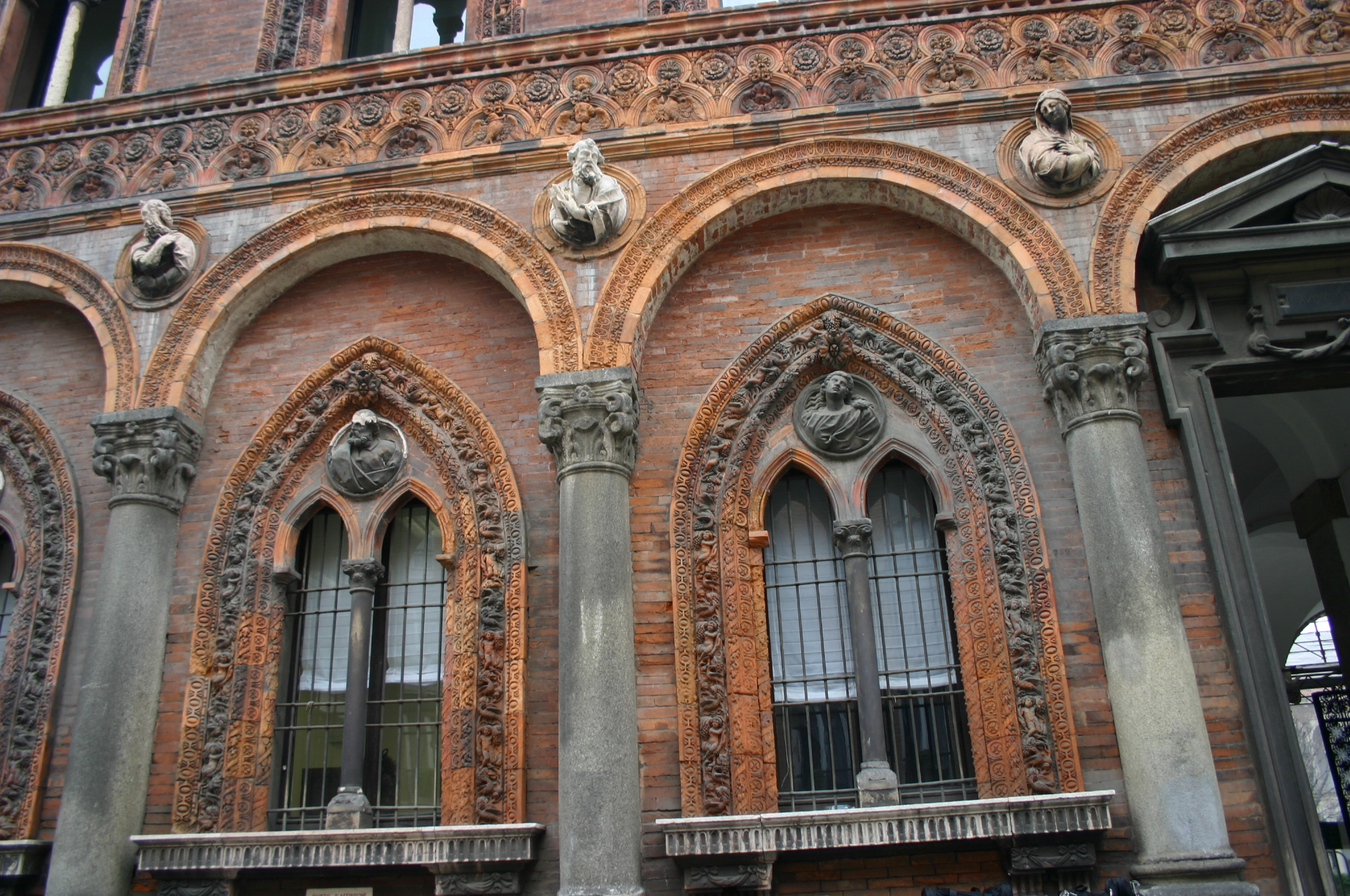
Detalle de la fachada del.

La Ca' Granda es una de las obras más significativas de Filarete en Milán, y un ejemplo paradigmático del gusto renacentista lombardo antes de la llegada de Bramante (1479). El estilo es híbrido, con líneas nítidas suavizadas por una cierta riqueza decorativa y sin una aplicación de extremo rigor de la «gramática de los órdenes» de Brunelleschi.
El hospital mayor, encargado por el deseo del nuevo príncipe Francesco Sforza de promover su imagen, muestra con claridad el desequilibrio entre el rigor del proyecto de base, impostado a una división funcional de los espacios y una planta regular, y la falta de integración con el tejido urbano que lo rodea a causa de sus enormes dimensiones. La planta del hospital es cuadrangular, con dos brazos ortogonales interiores que dibujan cuatro grandes patios. A la pureza rítmica de la sucesión de arcos de medio punto de los patios, derivada de la doctrina de Brunelleschi, hace de contrapartida la exuberancia de las decoraciones en arcilla, en gran parte debidas a los continuadores lombardos.

### La fachada principal

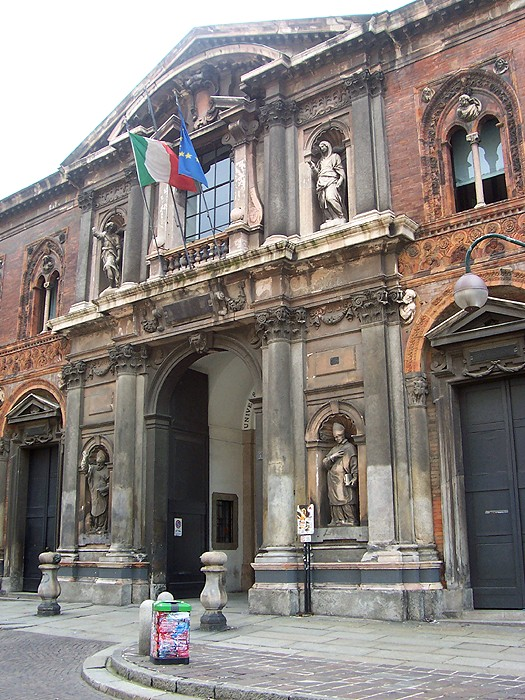
El portal principal, de estilo barroco.

El monumental portal central divide en dos partes iguales la fachada principal, de casi trescientos metros de longitud, que da hacia la Via Festa del Perdono. La parte más antigua, elevada en el siglo XV, es el ala derecha, cuya construcción fue iniciada por Filarete, a quien se debe el pórtico de arcos de medio punto que se apoyan sobre columnas de piedra, elevado sobre un alto basamento. Se deben a los hermanos Guiniforte y Francesco Solari las fantasiosas decoraciones de arcilla de la planta superior, que incluyen la elaborada cornisa con arquitos y las bíforas con arcos agudos, a las cuales en el siglo XVII se añadieron los característicos círculos de piedra con bustos.
Fue edificada en el siglo XVII la parte central de la fachada, constituida por el portal barroco y por las dos alas simétricas que de él se desvían, constituidas en la planta baja por un pórtico cuyas arcadas, taponadas, albergan bíforas ojivales. Aunque fue edificada en la época barroca, la fachada repite los estilos decorativos del siglo XV por expresa voluntad del capítulo del hospital, que confió el proyecto a Richini y Mangone. Sin embargo, son de gusto barroco los expresionistas bustos de piedra y el portal a dos órdenes coronado por un tímpano. Las estatuas que lo decoran representan, en la planta inferior, a los dos santos milaneses más celebrados, San Carlos y San Ambrosio, y en la planta superior a la Anunciación, a la que estaba dedicado originalmente el hospital.
Continúa en la derecha la neoclásica ala Macchio, en yeso rojo oscuro interrumpido por pilastras simples, que encierra el ala del siglo XVIII reconstruida con formas contemporáneas después de los daños bélicos.

### Los patios interiores
La entrada principal da acceso directamente al gran patio central, o del Richini, edificado por este último en formas barrocas. A pesar de lo dispuesto en el proyecto original de Filarete, que preveía un patio rectangular ocupado en el centro por la Iglesia de la Anunciación, se construyó en su lugar con planta cuadrada y dimensiones casi dobles a las previstas inicialmente. En el patio, Richini retomó las decoraciones ya iniciadas por Amadeo más de un siglo antes en el lado sur. De ellas es posible ver, en el centro de ese lado, los dos medallones con la Anunciación, dañados en la guerra.

#### La Iglesia de Santa Maria Annunciata all'Ospedale Maggiore

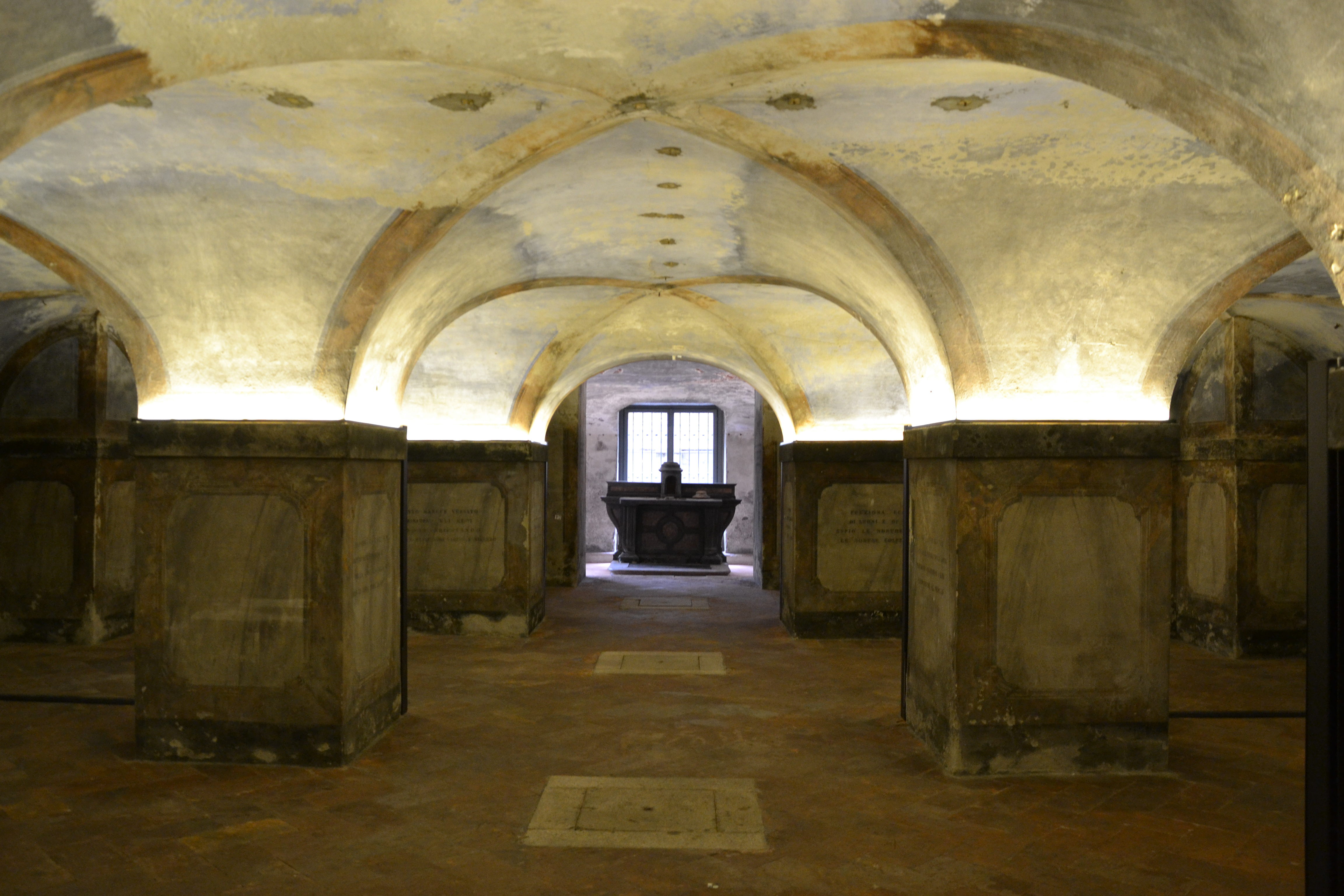
La cripta de Santa Maria Annunciata.

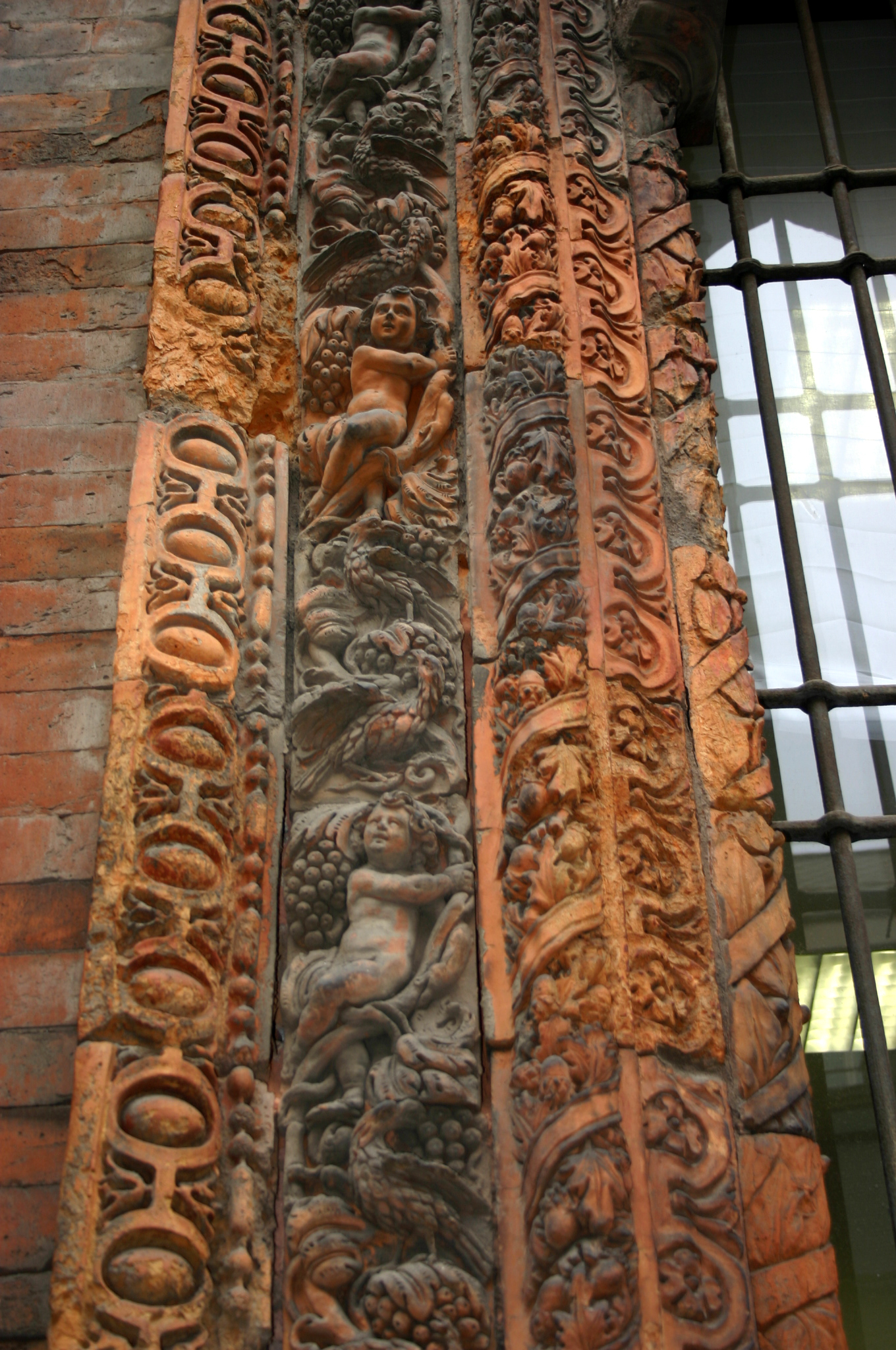
Detalle del friso de terracota que rodea las ventanas de la fachada.

La iglesia, que no tiene fachada, fue construida en el interior del lado de fondo, distinguible del tiburio también cuadrado que se eleva sobre las arcadas de la logia. Recibe el nombre de Santa Maria Annunciata all'Ospedale Maggiore. Aún se conservan algunos dibujos del proyecto de la iglesia, de mano de Richini. La entrada, carente de énfasis, se produce a través de un portal común en el centro del porticado del fondo del patio de Richini. El interior tiene planta cuadrada, mientras que los cuatro lados idénticos están constituidos por serlianas sostenidas por columnas de mármol y capiteles jónicos. De particular interés es el retablo, encargado en los años treinta del siglo XVII a Guercino por el capítulo del hospital para ser colocado sobre el altar mayor, donde todavía se encuentra. La obra muestra una estructura compositiva articulada y dinámica, y acentos de encendido realismo que se aprecian en la representación pictórica de las vestimentas del ángel y en la iconografía de Dios padre calvo sobresaliendo de las nubes. Cruzando el umbral de la iglesia se encuentran tres bajorrelieves de mármol, obras de Dante Parini, Vitaliano Marchini y Francesco Wildt. El tema es común a los tres artistas: Las curaciones de Cristo.
Debajo de la iglesia hay una baja cripta, cuyas bóvedas rebajadas están sostenidas por poderosos pilares cuadrados. Conserva escasos restos de la decoración original al fresco, perdida a causa de la humedad, además del altar sin adornos. Fue utilizada en los siglos como osario para los muertos del hospital, que fueron enterrados aquí a miles. En particular, alojó también los cuerpos de los caídos en las Cinco jornadas de Milán, posteriormente trasladados bajo el monumento erigido a tal efecto por Grandi en la plaza homónima. Siguen todavía en las paredes numerosos nombres de los patriotas antiguamente enterrados en su interior.
El patio, gravemente dañado por los bombardeos, fue reconstruido enteramente recomponiendo con los trozos originales las ochenta arcadas que lo componen. A la derecha del patio principal está el ala renacentista, constituida por cuatro patios idénticos en las dimensiones, pero diferentes en las decoraciones. Se presentan como claustros de planta cuadrada, cuyos lados están constituidos por dos órdenes de logias sobrepuestos, sostenidas por sutiles columnas de piedra. Los patios posteriores, llamados della Ghiacciaia y della Legnaia, dañados por las bombas de 1943, fueron reconstruidos solo parcialmente. Conservan sin embargo las formas originales los dos claustros occidentales, llamados della Farmacia y dei Bagni, los primeros que fueron edificados bajo la dirección de Filarete en los años sesenta del siglo XV.
La fachada posterior del hospital, actualmente hacia la Via Francesco Sforza, daba originalmente hacia la Cerchia dei Navigli, un anillo de canales que rodeaba el centro de Milán. Desaparecido el antiguo puerto del hospital, hoy queda la Porta della Meraviglia, desde la cual se accedía al puente que conducía al antiguo cementerio del hospital mayor, actualmente llamado Rotonda della Besana. En la cabeza del crucero está el pequeño portal del siglo XV decorado por una Anunciación de Luvoni.
Gracias a algunos patrocinios, se restauró la fachada principal y el portal monumental hacia la Via Francesco Sforza entre 2009 y 2012, y se realizó un plan de conservación para el patio de honor. Además, entre 2009 y los primeros meses del 2010 se produjeron intervenciones en la logia del patio della Farmacia y los frisos más importantes del patio de honor, reforzados de manera invisible para eliminar el riesgo de derrumbe.